# Bardeau d'asphalte
Un bardeau d'asphalte est un type de bardeau. Il est couramment utilisé dans la construction pour les toitures étant donné son coût peu élevé et la facilité d'installation. Sa durée de vie varie généralement entre 15 et 30 ans selon la qualité du revêtement et les conditions environnementales.
Les bardeaux d’asphalte sont généralement composés de bitume (30 à 35 %) relativement dur, de  granulats de petite dimension (50 à 60 %) et de fibres organiques ou inorganiques (1 à 12 %). La face exposée est recouverte de granulés colorés de céramique ou d’ardoise. De forme rectangulaire de dimensions d'environ 100 cm × 35 cm, il est découpé partiellement dans sa partie inférieure en 3 ou 4 secteurs appelés « jupes ».

## Histoire
Les bardeaux d'asphalte sont une invention américaine (Asphalt shingle), utilisée pour la première fois en 1901. En 1903, Henry M. Reynolds de Grand Rapids (Michigan), a commencé à commercialiser des bardeaux d'asphalte taillés dans des feuilles de toiture en rouleau. Il a été fabriqué aux États-Unis en 1903, avec des bandes de feutre revêtues d'asphalte, avec une couche de finition de pierre finement broyée. Dans les années 1920, ce matériau de couverture était devenu si populaire qu'il a été vendu par le biais de catalogues de vente par correspondance. Dans les années 1950, le bardeau d'asphalte typique ressemblait beaucoup à ce qui se fera plus tard à fin du vingtième siècle, y compris les découpes formant onglets.
Depuis la fin des années 1950, les fabricants ont cherché à développer des matériaux à base inorganique comme alternatives au feutre organique traditionnel. Les bases inorganiques sont plus résistantes au feu et absorbent moins d'asphalte pendant le processus de fabrication, de sorte que les bardeaux résultants pèsent moins. L'amiante a été utilisé jusqu'à ce que ses risques pour la santé soient bien connus. Les améliorations apportées à la natte en fibre de verre en font le matériau de base des bardeaux d'asphalte, le plus populaire de l'industrie depuis la fin des années 1970.

## Styles
- Bardeau à trois pattes
- Bardeau de fente
- Bardeau style victorien
- Bardeau « toit d'ardoise »
- Bardeau entrecroisé
- Bardeau de style architectural
- Bardeau pour pente douce[3]

## Vieillissement et bris
La nature protectrice des bardeaux d'asphalte vient principalement de leur longue chaîne d'hydrocarbures. Toutefois, avec le temps et les conditions environnementales, les granulats et les hydrocarbures se détachent des bardeaux et sont emportés par la pluie.
Le bitume vient à rétrécir au fil des ans. En rétrécissant, les différentes couches du bardeau peuvent se détacher. Les bardeaux peuvent également onduler ou se gondoler, laissant ainsi une zone exposée. Si les clous viennent à être exposés, l'eau peut s'infiltrer le long de leur corps et causer divers bris.